# Juan Gamboa
Juan de Gamboa (Motrico, siglo XV - Irún, 1496) fue un militar guipuzcoano al servicio de los reyes de Aragón y de Castilla. 
Miembro de la nobleza guipuzcoana. Pertenecía al famoso linaje de los Gamboa. Natural de la villa costera de Motrico donde nació en algún momento indeterminado de la primera mitad del siglo XV. No se sabe si tomó parte en su juventud en la fase final de las guerras de bandos, que tuvieron su abrupto fin en 1457 cuando las hermandades se rebelaron contra los señores feudales hartos de sus desmanes y expulsaron a sus líderes de Guipúzcoa.
Lo cierto es que una década más tarde Juan de Gamboa aparece lejos de su tierra natal y sirviendo al rey de Aragón, Juan II. En 1468 Juan de Gamboa fue protagonista de un hecho heroico que le granjeó fama y honores. En el transcurso de la guerra civil catalana, Juan II sitiaba el castillo de Peralada cuando un ejército francés, al mando del Duque de Anjou, atacó por sorpresa a los sitiadores. Juan II estuvo a punto de caer prisionero, pero el valor personal de Juan de Gamboa, con un pequeño grupo de hombres, evitó que el rey aragonés cayese en manos de sus enemigos franceses. Gamboa recibió once heridas. A raíz de este suceso Juan II armó caballero a Gamboa y le concedió un título de nobleza de Aragón.  
Unos años más tarde Juan de Gamboa pasó al servicio del hijo de Juan II, el infante Fernando de Aragón, que luchaba por defender el derecho al trono de Castilla de su mujer, la reina Isabel I en la denominada Guerra de Sucesión Castellana. Juan de Gamboa capitaneó a tropas guipuzcoanas y vizcaínas en varios sucesos bélicos que se produjeron en dicha guerra, durante 1475 y comienzos de 1476, como los sucesos bélicos de Burgos, Zamora y la Batalla de Toro.
En marzo de 1476 un enorme ejército francés, que acudía en apoyo del partido de Juana la Beltraneja, trató de entrar en Castilla a través de Guipúzcoa cruzando el Bidasoa. Juan de Gamboa acudió al mando de 1000 hombres a reforzar la plaza fuerte de Fuenterrabía. Durante 3 meses, los franceses, capitaneados por Alano de Albret trataron de abrirse paso conquistando esta villa, pero fueron rechazados por los hombres de Gamboa, que soportaron un sitio de tres meses. En junio los franceses abandonaron su empeño de entrar en Castilla. Esta acción fue vital para evitar la intervención francesa en la guerra civil castellana y favoreció la victoria final de los futuros Reyes Católicos.
Los Reyes Católicos tuvieron en mucha consideración a Juan de Gamboa y fue nombrado entre otros cargos caballerizo mayor de los Reyes Católicos y miembro del Consejo del Reino, así como capitán general de Guipúzcoa.   
El historiador Esteban de Garibay cuenta que Juan de Gamboa se recogió en su vejez a su provincia natal con los cargos de capitán general de Guipúzcoa, en las fronteras de Francia y Navarra; y alcalde de la villa de Fuenterrabía, encargándose de la defensa de la estratégica plaza de Fuenterrabía y de ese flanco de la frontera de Castilla, frente a posibles ataques franceses o navarros. Falleció en 1498 y fue enterrado precisamente en la localidad fronteriza de Irún.